# Район Накаґьо
Райо́н Накаґьо́ (яп. 中京区, なかぎょうく, МФА: [nakagʲoː ku]) — район міста Кіото префектури Кіото в Японії.  Площа становить 7,38 км². Станом на 1 жовтня 2017 року населення складало 110 810  осіб, густота населення — 15 010 осіб/км².

## Назва
Накаґьо — дослівно:  «Середньостоличний район».

## Історія
- 1 квітня 1929 — утворено міський район Накаґьо на основі південної частини району Каміґьо та північної частини району Сімоґьо міста Кіото.

## Пам'ятки і установи
- Замок Нідзьо
- Монастир Мібу